# Zygothrica vitrea
Zygothrica vitrea är en tvåvingeart som beskrevs av David Grimaldi 1987. Zygothrica vitrea ingår i släktet Zygothrica och familjen daggflugor.
Artens utbredningsområde är Jamaica. Inga underarter finns listade i Catalogue of Life.